# Abgekartetes Spiel
Abgekartetes Spiel ist ein US-amerikanischer Kriminalfilm aus dem Jahr 1947 von Richard Wallace mit Glenn Ford in der Hauptrolle. Der Film wurde von Columbia Pictures produziert und wird zum Subgenre des Film noir gezählt.

## Handlung
Der Bergbauingenieur Mike Lambert arbeitet vorübergehend als Kraftfahrer und verursacht einen Unfall mit dem Minenbesitzer Jeff Cunningham. Vor Gericht wird Mike zu zehn Tagen Gefängnis verurteilt. Die ihm unbekannte Paula Craig hinterlegt für ihn die Kaution, so dass er das Gerichtsgebäude auf freiem Fuße verlassen kann. Im La Paloma Café trifft er wieder auf Paula, die dort arbeitet, und betrinkt sich bis zur Besinnungslosigkeit. Paula hat eine Affäre mit Stephen Price, dem Vizepräsidenten einer Bank. Da Mike ihm sehr ähnlich sieht, planen sie, Stephens Frau um 250.000 Dollar zu betrügen. Mike soll dafür bei einem Unfall sterben und Stephen dafür als Todesopfer gelten, um eine polizeiliche Untersuchung zu verhindern.
Mike erwacht aus seiner Bewusstlosigkeit und bekommt ein Stellenangebot von Cunningham, der auf eine reiche Erzader gestoßen ist. Paula erfährt von dem Angebot. Stephen soll nun Cunninghams Kredit ablehnen, damit er Mike nicht bezahlen kann. Stephen deponiert 250.000 Dollar aus dem Vermögen seiner Frau im Banksafe unter Paulas Namen. Nun gehen beide ihren Plan noch einmal durch. Stephen und Paula wollen Mike zu einer Fahrt einladen und zu einer Klippe fahren. Dort soll Mike niedergeschlagen werden und mit dem Auto die Klippe hinunterstürzen.
Als sich Mike am Tage des geplanten Mordes wieder bewusstlos getrunken hat, ändert Paula kurzerhand den Plan und schlägt Stephen nieder und lässt ihn dann im Auto die Klippe hinunterstürzen. Später kann Paula Mike überzeugen, dass er Stephen in seinem Rausch getötet habe. Mike will die Tat gestehen, doch Paula bittet ihn zu schweigen. Mit der Zeit hegt Mike den Verdacht, dass Paula ein falsches Spiel treibt und vielmehr sie Stephen ermordet hat. Er erfährt, dass Cunningham unter Mordverdacht steht und festgenommen wurde. Als Motiv gibt man den von Stephen verweigerten Kredit an, nachdem der Vizepräsident einen ominösen Anruf erhalten hat.
Mike schwört sich, Cunningham aus dem Gefängnis zu holen und beginnt nun selbst mit Nachforschungen. Von Stephens Sekretärin erfährt er von dem Anruf und ist sich nun sicher, dass Paula die Mörderin ist. Als er auch von dem deponieren Geld erfährt, stellt Mike ihr eine Falle, als sie es abholen will.

## Produktion
Gedreht wurde der Film vom 6. September bis zum 30. Oktober 1946 am Big Bear Lake und am Lake Arrowhead, beide in den San Bernardino Mountains.

## Stab und Besetzung
Stephen Goosson und Carl Anderson waren die Art Directors, Fay Babcock, Sidney Clifford und Wilbur Menefee die Szenenbildner, Jean Louis der Kostümbildner. Musikalischer Direktor war Morris Stoloff.
In kleinen nicht im Abspann erwähnten Nebenrollen traten Snub Pollard, Gene Roth und Art Smith auf.

## Veröffentlichung
Die Premiere des Films fand am 21. März 1947 in Detroit statt. In der Bundesrepublik Deutschland wurde er am 17. Mai 1980 im deutschen Fernsehen ausgestrahlt.

## Kritiken
Das Lexikon des internationalen Films schrieb: „Durchschnittlicher Kriminalfilm aus der „film noir“-Ära.“
Der Kritiker der The New York Times befand, der Film sei nicht das beste und geschickteste Angebot seiner Art. Ungeachtet der schäbigen Umstände und Charaktere sei er aber realistisch und packend.